# Wolfgang Pfister
Wolfgang Pfister (* 5. August 1950) ist ein deutscher Jurist und war von 1995 bis 2015 Richter am Bundesgerichtshof.
Pfister studierte in Würzburg, München und Berlin Rechtswissenschaften. 1977 trat er in den Berliner Justizdienst ein. Von 1985 bis 1988 war er wissenschaftlicher Mitarbeiter am Bundesgerichtshof, anschließend Vorsitzender Richter einer Strafkammer am Landgericht Berlin und ab Anfang April 1995 gewählter Richter am Bundesgerichtshof in Karlsruhe. Er wurde Mitglied des 3. Strafsenats, welcher vornehmlich für Staatsschutzstrafsachen und für Revisionen aus den Bezirken der Oberlandesgerichte Celle, Düsseldorf, Oldenburg und Koblenz zuständig ist. Pfister gehörte dem 3. Strafsenat bis zu seiner Pensionierung an. Seit 2006 war er zudem Vertreter seines Senats im Großen Senat für Strafsachen.
Mit Erreichen der Altersgrenze trat Pfister zum 31. Dezember 2015 in den Ruhestand ein.
Nebenbei ist er als Referent für die Deutsche Richterakademie tätig.